# Sirenewo
Sirenewo (russisch Сиренево, deutsch Eisselbitten) ist ein Ort in der russischen Oblast Kaliningrad. Er gehört zur kommunalen Selbstverwaltungseinheit Stadtkreis Selenogradsk im Rajon Selenogradsk.

## Geographische Lage
Sirenowo liegt 16 Kilometer nördlich der Stadt Kaliningrad (Königsberg) an der Kommunalstraße 27K-179 von Cholmogorowka (Fuchsberg) nach Kowrowo (Nautzau). Ein Bahnanschluss besteht nicht.

## Geschichte
Das einst Eisselbitten frühere Gutsdorf wurde 1400 gegründet.
Am 13. Juni 1874 wurde es in den neu errichteten Amtsbezirk Pluttwinnen (heute russisch: Werschinino) eingegliedert, der zum Landkreis Fischhausen im Regierungsbezirk Königsberg der preußischen Provinz Ostpreußen gehörte. Im Jahre 1910 lebten in Eisselbitten 106 Einwohner.
Am 30. September 1928 verlor Eisselbitten seine Eigenständigkeit und wurde mit Pluttwinnen (Merschinino) und Sporwitten (nicht mehr existent) in die Landgemeinde Mogahnen (russisch: Motewelowo, nicht mehr existent) eingegliedert. Am 19. Februar 1931 wurde der Amtsbezirk Pluttwinnen in „Amtsbezirk Mogahnen“ umbenannt, der 1939 zum Landkreis Samland kam.
Im Jahre 1945 wurde Eisselbitten mit dem gesamten nördlichen Ostpreußen der Sowjetunion zugeordnet. Der Ort erhielt im Jahr 1950 die russische Bezeichnung Sirenewo und wurde gleichzeitig dem Dorfsowjet Melnikowski selski Sowet im Rajon Primorsk zugeordnet. Später gelangte der Ort in den Muromski selski Sowet. Von 2005 bis 2015 gehörte Sirenewo zur Landgemeinde Kowrowskoje selskoje posselenije und seither zum Stadtkreis Selenogradsk.

## Kirche
Eisselbitten mit seinen mehrheitlich evangelischen Einwohnern war bis 1945 in das Kirchspiel Rudau (heute russisch: Melnikowo) eingepfarrt, das im Kirchenkreis Königsberg-Land II innerhalb der Kirchenprovinz Ostpreußen der Kirche der Altpreußischen Union gehörte. Heute liegt Sirenewo im Einzugsgebiet der neu entstandenen evangelisch-lutherischen Gemeinde in Selenogradsk (Cranz), einer Filialgemeinde der Auferstehungskirche in Kaliningrad (Königsberg) innerhalb der Propstei Kaliningrad der Evangelisch-lutherischen Kirche Europäisches Russland.